# Astragalus cutleri
Astragalus cutleri là một loài thực vật có hoa trong họ Đậu. Loài này được (Barneby) S.L. Welsh miêu tả khoa học đầu tiên năm 1998.